# Kappaphycus
Kappaphycus, rod crvenih algi iz porodice Solieriaceae. Postoji šest vrsta, sve su morske, a tipična je K. alvarezii iz Pacifika i Atlantika

## Vrste
1. Kappaphycus alvarezii (Doty) Doty ex P.C.Silva - type
2. Kappaphycus cottonii (Weber Bosse) Doty ex P.C.Silva
3. Kappaphycus inermis (F.Schmitz) Doty ex H.D.Nguyen & Q.N.Huynh
4. Kappaphycus malesianus J.Tan, P.E.Lim & S.M.Phang
5. Kappaphycus procrusteanus (Kraft) Doty
6. Kappaphycus striatus (F.Schmitz) Doty ex P.C.Silva